# 野篦坊

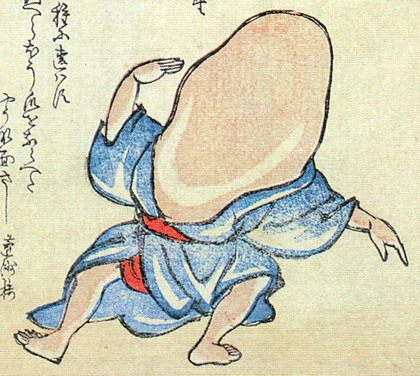
龍齋閑人正澄畫『狂歌百物語』「野箆坊」

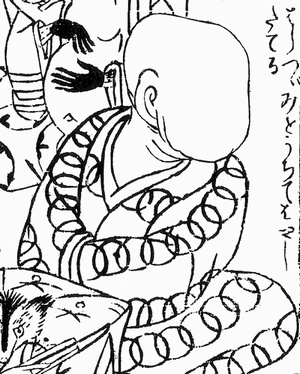
黃表紙『妖怪仕内評判記』的野箆坊。戀川春町畫。

野箆坊（日语：／ Noppera-bō */?）是外表如同普通人類，但臉上無眼睛、口、鼻的日本妖怪。

## 傳承
據說並不存在野箆坊這種妖怪，大多是貉、狐、狸等動物為了嚇人而變化之物。明和4年（1767年）的怪談集《新說百物語》記載，京都二條河原（京都市中京區二條大橋付近）出現臉上無眼睛、口、鼻的怪物。寛文3年（1663年）的怪談集《曾呂利物語》記載，京都御池町（現今京都市中京區）出現身長7尺（約2.1公尺）的野箆坊，但是，正體不明。小泉八雲的〈怪談〉中關於野箆坊的文章「貉」，描述其正體也是貉。

## 小泉八雲的「貉」
江戶赤坂的紀伊國坂有一條日暮後無人通行的荒涼道路。某夜，一名商人在路上看見一名年輕女子在哭泣。擔心的上前詢問，轉過臉來的女子臉上竟然無眼睛、口、鼻。受到驚嚇的商人拼命的逃走，逃進麵攤。老闆背對著商人問「怎麼了嗎」，商人告知剛才見到怪物之事，老闆轉身面對商人問「是這樣的臉嗎」。老闆竟然也是無五官的臉，結果受到驚嚇的商人昏倒不醒人事，最後麵攤的燈火熄滅。原來女子和老闆全都是貉變身而成。

## 同種的妖怪

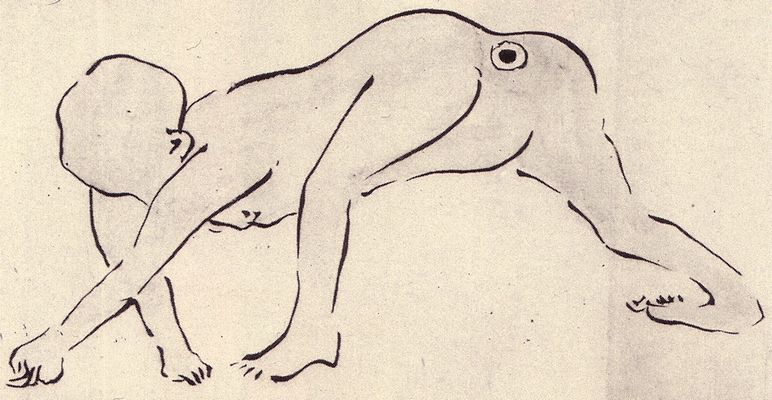
與謝蕪村『蕪村妖怪繪卷』「ぬっぽり坊主」

ぬっぽり坊主（尻目）
與謝蕪村的『蕪村妖怪繪卷』記載的野箆坊。出現在京都市的帷子辻，特徵是眼睛在臀部上。水木茂的著作表記為「尻目」。
白坊主、黑坊主、ぬっぺふほふ
無眼鼻的女鬼
名稱不詳，『源氏物語』第53帖「手習」有「以前有無眼鼻的女鬼」的記述，由此可知，至少在平安時代中期，人們已知可視為野箆坊源流的妖怪存在。從記述內容可知無眼鼻，但有口。
『遠野物語』也有無眼鼻，但有口的野箆坊的記述。
齒黑女
外觀和前述無眼鼻的女鬼類似，不同的地方是有一口濃密的大黑牙。
森林暗鬼
流傳在美國都市傳說的妖怪，身穿西裝出沒在森林或是山區拐殺孩童。
无脸鬼
在清朝樂鈞的《耳食錄》中，亦记载没眼鼻耳嘴的无脸鬼。
肉人
鬼邮差

## 比喩
形容無凹凸，光滑的物體（蛋之類）。另外，也形容無主見、無個性的人。

## 脚注
1. ↑  村上健司編著 『日本妖怪大事典』 角川書店〈Kwai books〉、2005年、255頁。ISBN 978-4-04-883926-6。
2. ↑  高古堂小幡宗佐衛門 「新説百物語」『続百物語怪談集成』 太刀川清校訂、国書刊行会、1993年、216頁。ISBN 978-4-336-03527-1。
3. ↑  編著者不詳 「曾呂利物語」『江戸怪談集』中、高田衛編・校注、岩波書店〈岩波文庫〉、1989年、63-65頁。ISBN 978-4-00-302572-7。
4. ↑  湯本豪一編著 『妖怪百物語絵巻』 国書刊行会、2003年、108-109頁。ISBN 978-4-336-04547-8。
5. ↑  水木茂 『カラー版 妖怪画談』 岩波書店、1992年、142-143頁。ISBN 4-00-430238-2。
6. ↑  水木茂『決定版日本妖怪大全 妖怪・あの世・神様』講談社（講談社文庫） 2014年　380頁 ISBN 978-4-06-277602-8
7. ↑  徐徹. . 上海三民书店. 2019年: 253–254. ISBN 9787542665812.

## 關連項目
- 怪談 (小泉八雲)

## 外部連結
- 小泉八雲『貉』戸川 明三訳：新字新仮名 （页面存档备份，存于）（青空文庫）